# Арабска литература
Арабска литература (на арабски: الأدب العربي) се нарича съвкупността от проза и поезия, написана на арабски език. Арабската литература възниква още през V век само с фрагменти от появилия се преди това писмен език. Коранът, смятан от мюсюлманите за най-доброто литературно произведение на арабски език, има огромен траен ефект върху арабската култура и литература. Арабската литература процъфтява по време на Ислямския златен век.

## Коранът
Коранът оказва значително влияние върху арабския език. Езикът, използван в него се нарича класически арабски и, въпреки че стандартния арабски е много сходен, класическият има социален престиж. Коранът не само е първата творба със значителен обем в писмения език, но също така има значително сложна структура от по-ранните литературни произведения със своите 144 сури (глави), които съдържат 6236 аята (стихове). Той съдържа разпореждания, разкази, проповеди, притчи, директни обръщения от Бога, инструкции и дори коментари за това как то ще бъде разбран. Също както Библията е заемала важно място в литературата на други езици, така и Коранът е важен за арабския език. Той е източник на много идеи, алюзии и цитати и много произведения са проникнати с неговото морално послание.

## Класическа литература

### Поезия
Голяма част от арабската литература, преди XX век е под формата на поезия и дори прозата от този период е наситена с откъси от поезия или е под формата на садж, т.е, римувана проза. Темите на поезията са от хвалебствени химни, религиозни и мистични идеи до поеми за секса и виното. Важна особеност на поезията, която ще се прилага в цялата литература, е идеята, че тя трябва да е приятна за ухото. Поезията и голяма част от прозата е писана с мисълта, че ще бъде рецитирана и затова е отделяно голямо внимание на мелодичността.

### Нехудожествена литература

#### Компилации и наръчници
През късния IX век Ибн ал-Надим, багдадски книжар, създава изключително важна творба върху арабската литература. Китаб ал-Фихрист е каталог с всички книги, достъпни в Багдад и дава добра представа за литературата по това време.
Една от най-често срещаните форми в литературата през Абасидския период е компилацията. Това са колекции от факти, идеи, поучителни разкази и стихотворения на една-единствена тема и обхваща най-разнообразни тематики. Последните три компилации са писани от Ал-Джахиз – признат майстор на жанра. Творби, свързани с колекциите са били наръчниците, в които писатели като Ибн Кутайба давали инструкции по етикет, как се управлява, как да си бюрократ и дори как се пише. Ибн Кутайба също пише и една от най-ранните истории на арабите.
Темата за секса е често изследвана в арабската литература. Газелът или любовната поема има дълга история, като понякога е нежна и целомъдрена, а друг път – прекалено подробна. Секс наръчници също са били писани, като „Ал-рауд ал-атир фи нузхат ал-хатир“, „Таук ал-хамама“.

#### Биография, история и география
Освен ранните биографии на Мохамед, първият голям биограф е персийският учен Ал Белазури със своята „Китаб ансаб ал-ашраф“ или книга за родословието на знатните, колекция биографии. Друг важен биографичен справочник е започнат от Ибн Халикан и обогатен от ал-Сафади, а една от най-значимите автобиографии е Китаб ал-атибар, която разказва за Усама ибн Мункид и преживяванията му в битките в Кръстоносните походи.
Някои автори се фокусирали само върху историята, като Якуби и Мохамед ибн Джарир, а други само върху малка част от нея, като Ибн ал-Азрак с историята си за Мека и Ибн Аби Тахир Тайфур с историята си за Багдад. Историкът, смятан за най-великия от арабските историци, е Ибн Халдун, чийто труд „Мукаддима“ се концентрира върху обществото и е основополагащ текст в социологията и икономиката.

#### Дневници
В средновековния Близък изток, арабски дневници за първи път се появяват преди X век, но дневникът, който прилича на съвременните е този на Ибн Бана, писан през XI век. Той е първият, подреден хронологично, точно като съвременните дневници.

### Художествена литература
В арабския свят има голямо разграничение между книжовният език (ал-фусха) и разговорния (ал-аммия). Не са много писателите, които пишат творбите си на ал-аммия и се е смятало, че литературата трябва да е образователна и с цел, а не само за забавление. Някои от най-ранните романи, включително и първите философски романи, са писани от арабски автори.

#### Епична литература
Най-яркият пример е книгата „Хиляда и една нощ“, най-известната от всички арабски литературни творби, която все още засяга много от идеите, които не-арабите имат за арабската култура. Тя обикновено се класифицира в жанра на арабската епична литература заедно с няколко други произведения. Това обикновено са сборници с разкази или истории нанизани заедно в един дълъг разказ. Видовете истории в тези колекции включват животински басни, притчи, истории за джихад или разпространението на вярата, хумористични разкази, морални приказки и др.